# Sjóvar kommuna
Sjóvar kommuna er en kommune på Færøerne. Kommunens administration ligger i Strendur, hvor tre fjerdedele af indbyggerne bor, desuden omfatter den de mindre bygder Innan Glyvur, Selatrað, Morskranes og Kolbanargjógv. Navnet på kommunen har sit ophav i Sjóvar sogn, som var et kirkesogn med Sjógv i Strendur som centrum. 1. januar 1952 blev Sjóvar kommuna delt, og Skála og Skálabotnur dannede den nye Skála kommuna (der siden 2005 en del af Runavíkar kommuna). De tilbageværende bygder dannede den nuværende Sjóvar kommuna.
1. januar 2010 havde Sjóvar kommuna 1 005 indbyggere.

## Politik
Sidste kommunalbestyrelsesvalg fandt sted 11. november 2012, og valgte kommunestyre med virkning fra 1. januar 2013. I modsætning til i 2008, hvor der kun opstillede en fælles borgerliste, var der denne gang kampvalg mellem to partilister. Valgdeltagelsen var 81,1%. Arthur Johansen blev genvalgt som borgmester.
| Liste | Parti             | Stemmer | Procent | Mandater | Mandater |
| ----- | ----------------- | ------- | ------- | -------- | -------- |
| A     | Fólkaflokkurin    | 397     | 68,10   | 5        | +5       |
| B     | Sambandsflokkurin | 186     | 31,90   | 2        | +2       |
|       | Suma              | 586     | 100     | 7        | 0        |

| Liste A        | Liste A                 | Liste A        | Liste B           | Liste B               | Liste B           |
| Fólkaflokkurin | Fólkaflokkurin          | Fólkaflokkurin | Sambandsflokkurin | Sambandsflokkurin     | Sambandsflokkurin |
| Nr             | Kandidat                | Stemmer        | Nr                | Kandidat              | Stemmer           |
| -------------- | ----------------------- | -------------- | ----------------- | --------------------- | ----------------- |
| 1.             | Súsanna Andreasen       | 27             | 1.                | Uni Jacobsen          | 19                |
| 2.             | Sóleyð Debes Joensen    | 29             | 2.                | Poul Kári Simonsen    | 13                |
| 3.             | Sigga J. Funn           | 26             | 3.                | Lisa Frederiksberg    | 68                |
| 4.             | Pól Jákup Poulsen       | 51             | 4.                | Kristbjørg Jóhannesen | 13                |
| 5.             | Poli Johannes Hansen    | 55             | 5.                | Katrin Petersen       | 13                |
| 6.             | Kathrina Hammer         | 19             | 6.                | Jóna Sólbjørg Nielsen | 15                |
| 7.             | Jógvan Atli Johansen    | 6              | 7.                | Janus Berthelsen      | 10                |
| 8.             | Jens Kristian Rasmussen | 39             | 8.                | Dávur Poulsen         | 8                 |
| 9.             | Hildur R. Gergersen     | 2              | 9.                | André F. Danielsen    | 25                |
| 10.            | Artur Johansen          | 102            |                   |                       |                   |
| 11.            | Anfinn Gærdum           | 39             |                   |                       |                   |
|                | Listen                  | 2              |                   | Listen                | 2                 |